# الأخ شمس، الأخت قمر
الأخ شمس، الأخت قمر (بالإنجليزية: Brother Sun, Sister Moon)‏ هو فيلم سيرة ذاتية، وفيلم دراما أُصدر في 1972. الفيلم تولّت باراماونت بيكتشرز توزيعه، وهو من إخراج فرانكو زافاريلي، أما السيناريو فكان من كتابة سوسو شيشي داميكو، وفرانكو زافاريلي، ولينا ويرتمولر.

## القصة
تقع أحداث الفيلم في إيطاليا.

## طاقم التمثيل
- غراهام فولكنير
- كارلو بيساكاني
- Alfredo Bianchini  [لغات أخرى]‏
- كينيث كرانهام
- Lee Montague [الإنجليزية]‏
- لي لاوسون
- أليك غينيس
- أدولفو سيلي
- جون شارب
- جودي بوكر
- فالانتينا كورتس
- مايكل العيد

## الإنتاج
صوّر الفيلم في صقلية ، وكان إنيو غوارنييري مديرًا لتصوير الفيلم.
موسيقى الفيلم التصويرية كانت من تأليف ريز أورتولاني.

## الاستقبال

### الجوائز والترشيحات
الجوائز
- جائزة ديفيد دي دوناتيلو عن فئة أفضل مخرج  [لغات أخرى]‏، الفائز: فرانكو زافاريلي (1972).

الترشيحات
- جائزة الأوسكار لأفضل تصميم إنتاج، المُرشَّح: Lorenzo Mongiardino [الإنجليزية]‏، وGianni Quaranta [الإنجليزية]‏، وCarmelo Patrono [الإنجليزية]‏، في: حفل توزيع جوائز الأوسكار السادس والأربعون

## وصلات خارجية
- الأخ شمس، الأخت قمر على موقع IMDb (الإنجليزية)
- الأخ شمس، الأخت قمر على موقع روتن توميتوز (الإنجليزية)
- الأخ شمس، الأخت قمر على موقع نتفليكس (الإنجليزية)
- الأخ شمس، الأخت قمر على موقع ألو سيني (الفرنسية)
- الأخ شمس، الأخت قمر على موقع Turner Classic Movies (الإنجليزية)
- الأخ شمس، الأخت قمر على موقع أول موفي (الإنجليزية)
- الأخ شمس، الأخت قمر على موقع فيلمافينيتي (الإسبانية)
- الأخ شمس، الأخت قمر على موقع قاعدة بيانات الأفلام السويدية (السويدية)
- الأخ شمس، الأخت قمر على موقع قاعدة بيانات الفيلم (الإنجليزية)
- الأخ شمس، الأخت قمر على موقع ليتربوكسد (الإنجليزية)